# برغنسة
بَرغَنْسة أو بَراغَنسا أو (نقحرة: براغانزا) (بالبرتغالية: Bragança, Portugal‏) هي بلدية برتغالية تقع في محافظة بَرغَنْسة شمال البلاد. [بحاجة لمصدر] يقدر عدد سكانها بـ 35,341 نسمة .

## المدن التوأمة
مدينة Les Pavillons-sous-Bois هي مدينة توأمة لـبَرغَنْسة.

## أعلام
- بيزي
- أليساندرو سيلفا بيريرا
- ريكاردو فيليلا
- أرنالدو بيريرا